# レオ・レイズマン
レオ・レイズマン（Leo (F.) Reisman、1897年10月11日 - 1961年12月18日）は、1920年代から1930年代にかけて活躍したアメリカ合衆国のヴァイオリニスト、バンドリーダー。ボストンで生まれ育ったレイズマンは、青年期からヴァイオリンを学び、1919年に自身のバンドを結成していた。レイズマンは、音楽家生活を通して80曲以上をポピュラー・チャートに送り込み、有名になった。ジェローム・カーンは、レイズマン楽団のことを「ダンス・バンドの弦楽四重奏団 (The String Quartet of Dance Bands)」と呼んだ。
1921年1月10日、レイズマンの最初の録音は、コロムビア・レコードのために78回転10インチ盤（SPレコード）に吹き込まれた2曲、すなわち「Love Bird」(Columbia A-3366, mx.79634) と「Bright Eyes」(Columbia A-3366, mx.79635) であった。
レイズマンは、1923年7月から、もっぱらコロムビアだけで吹き込んでいたが、1929年3月11日にビクターと契約すると、1933年10月まで専属としてとどまった。次いでブランズウィック (Brunswick) と契約して1937年まで所属した後、再びビクターと契約した。1929年から1933年にかけてのビクター時代に、レイズマンはあまり知られていないブロードウェイ関係の楽曲を数多く取り上げたが、その中には他の楽団による録音が一切ない曲も含まれていた。
レイズマンは、ハロルド・アーレン (Harold Arlen)、 フレッド・アステア、クリフトン・ウェッブ、アーサー・シュワルツ (Arthur Schwartz) など、作曲者や、ブロードウェイの出演者たちを、バンドのボーカリストとしてよく招いた（アーレンとシュワルツはおもに作曲家として知られる人物）。1932年から1933年にかけては、リー・ワイリー (Lee Wiley) をフィーチャーし、彼女にとって最初の3枚のレコードを作成した。レイズマン楽団のボーカリストとしては、ほかにも、フランク・ルーサー (Frank Luther)、ディック・ロバートソン (Dick Robertson) や、後年のサリー・シンガー (Sally Singer)、ジョージ・ビューラー (George Beuler)らがいた。当時のレコードとして特記すべき作品には、1929年11月にルー・レビン (Lou Levin) のボーカルで発表された「Happy Days Are Here Again」がある。
さらに人気が高かったのは、チャートの首位まで昇り詰めたコール・ポーター作の「夜も昼も (Night and Day)」（1932年）、コン・コンラッド (Con Conrad) 作の「The Continental」（1934年）、アステアが吹き込んだ、アーヴィング・バーリンの「Cheek to Cheek」（1935年）といった曲だった。
レイズマン楽団は、基本的にはダンス楽団であり、レイズマン自身もジャズ音楽のファンではなかったが、1930年代はじめのSPレコードに残された録音は、少々「ホット」なところがある。いずれにせよ、レイズマンが雇った楽団員の中には、1930年から1931年まで楽団にいたトランペット奏者ブッバー・マイリー (Bubber Miley) のように、デューク・エリントンの楽団でフィーチャーされていたプレイヤーもいた。
エディ・デューチンは、レオ・レイズマン楽団の団員だった。そのデューチンによって、レイズマンは大きく世に出ることができたのである。バンドリーダーであり、テレビ番組の司会者としても知られたミッチ・ミラー (Mitch Miller) も、かつてはレイズマン楽団の団員だった。
レオ・レイズマンは、1961年12月18日にニューヨークで死去した。64歳だった。